# ノーヴォリ
ノーヴォリ（イタリア語: Novoli）は、イタリア共和国プッリャ州レッチェ県にある人口約8,000人の基礎自治体（コムーネ）。

## 地理

### 位置・広がり

#### 隣接コムーネ
隣接するコムーネは以下の通り。
- アルネザーノ
- カンピ・サレンティーナ
- カルミアーノ
- レッチェ
- トレプッツィ
- ヴェーリエ